# Josef Freyer
Josef Freyer (19. dubna 1835 Dubá – 1. ledna 1916 Dubá) byl rakouský politik německé národnosti z Čech, poslanec Českého zemského sněmu.

## Biografie
Působil jako majitel mlýna ve Vrabcově. Od roku 1882 byl porotcem krajského soudu v České Lípě, V letech 1892–1900 byl členem místní školní rady v Deštné.
V 80. letech se zapojil i do vysoké politiky. V zemských volbách v roce 1883 byl zvolen na Český zemský sněm, kde zastupoval kurii venkovských obcí, obvod Dubá, Štětí. Patřil k německým liberálům (tzv. Ústavní straně, liberálně a centralisticky orientovaná, odmítající federalistické aspirace neněmeckých etnik). Na sněmu zasedal v měmeckém poslaneckém klubu. V roce 1887 spolu s dalšími německými poslanci rezignoval na protest proti nevyslyšení německých národnostních a jazykových požadavků. V rámci politiky pasivní rezistence pak byl prohlášen za vystouplého a následně v doplňovacích volbách v září 1887 manifestačně opět získal mandát.